# The Kink Kontroversy
The Kink Kontroversy is een album van de Britse rockband The Kinks uit 1965.

## Tracks
| Nr. | Titel                              | Duur |
| --- | ---------------------------------- | ---- |
| 1.  | Milk Cow Blues                     | 3:44 |
| 2.  | Ring the Bells                     | 2:21 |
| 3.  | Gotta Get the First Plane Home     | 1:49 |
| 4.  | When I See That Girl of Mine       | 2:12 |
| 5.  | I Am Free                          | 2:32 |
| 6.  | Till the End of the Day            | 2:21 |
| 7.  | World Keeps Going Round            | 2:36 |
| 8.  | I'm on an Island                   | 2:19 |
| 9.  | Where Have All the Good Times Gone | 2:53 |
| 10. | It's Too Late                      | 2:37 |
| 11. | What's in Store for Me             | 2:06 |
| 12. | You Can't Win                      | 2:42 |

Opnamen: 23 t/m 30 oktober 1965.
Mick Avory · Dave Davies · Ray Davies

John Dalton · Gordon Edwards · Ian Gibbons · John Gosling · Bob Henrit · Andy Pyle · Pete Quaife · Jim Rodford